# Infernal War
Infernal War es una banda de black metal y death metal fundada en 1997 en Czestochowa (Polonia). Sus canciones tienen una temática anticristiana y antisemita, muy centrada en aspectos de la Segunda Guerra Mundial.
Han grabado varios EP así como un split álbum con los también polacos Warhead y dos álbumes propios, Terrorfront y Redesekration.

## Miembros
- Herr Warcrimer: voz
- Zyklon: guitarra
- Triumphator: guitarra
- Godcrusher: bajo
- Stormblast: batería

## Discografía
- Promo (2000, demo)
- Infernal SS (2002, EP)
- Satanic Martial Terror (2003, álbum compartido con Inferno)
- Explosion (2004, álbum compartido con Warhead)
- Infernal War (2004)
- Terrorfront (2005)
- Redesekration: The Gospel of Hatred and Apotheosis of Genocide (2007)
- Conflagrator (2009, MCD)